# Уикс, Генри Уильям
Генри Уильям Уикс (англ. Henry William Wicks, 1893, Лондон, Великобритания — 1979, Великобритания) — британский страховой брокер и антисемит.
В ходе конфликта со своим бывшим нанимателем канадской компанией Sun Life Financial Уикс разорился на многочисленных судебных процессах и был осуждён за клевету. В тюрьме он попал под влияние лидера Имперской фашистской лиги Арнольда Лиза и стал сторонником антиеврейской теории заговора.
В 1939 году он уехал с семьей в нацистскую Германию, где во время Второй мировой войны некоторое время работал в антибританской пропаганде и дважды был интернирован. После окончания войны был приговорён к четырём годам каторжных работ за «действия, которые могли помочь врагу».

## Биография
Родился в 1893 году в Лондоне. О первой жене Уикса информации нет, но известно, что он овдовел в 1918 году и в декабре того же года женился на Каролайн Даусетт. Позже они усыновили двоих детей: Маргарет 1922 года рождения (племянницу Каролайн) и Дерека Малькольма 1926 года рождения.
С 1917 года Уикс работал страховым брокером. В 1918 году он нанялся на работу в компанию Eagle Star Company в Брайтоне. В 1921 году Уикс открыл собственный бизнес сначала в Ментоне на Французской Ривьере, а затем на Мальте. В 1923 году был нанят канадской страховой компанией Sun Life Financial и стал их представителем на Мальте. В 1927 году был назначен руководителем ливерпульского офиса этой компании.

### Конфликт с Sun Life Financial
В 1920-е годы Sun Life Financial была процветающей компанией, которая много платила своим сотрудникам за счёт удачных инвестиций в акции. Биржевой крах 1929 года обесценил инвестиции компании, некоторые её конкуренты разорились. В 1931 году Уикс, обеспокоенный слухами о неблагополучном состоянии дел в Sun Life Financial, покинул компанию и начал работать на её конкурента. По его мнению, Sun Life Financial не выплатила часть причитающихся ему денег, и конфликт по этому поводу стал началом многолетнего противостояния. В 1932 году Уикс уволился с новой работы и основал на Мальте собственную компанию вместе со своим двоюродным братом Коузом. В это время Sun Life Financial успешно боролась с публикацией анонимных слухов о своём потенциальном банкротстве и подозревала Уикса в их распространении. Уикс к этому времени создал «Ассоциацию страховщиков» с заявленной целью предупреждать общественность о проблемных предприятиях на рынке и продвигать реформы в страховом законодательстве. Пока Уикс ездил в Англию, юрист Sun Life Гурни прибыл на Мальту и выяснил, что бизнес Уикса был построен именно на распространении слухов о неминуемом крахе компании Sun Life Financial. Гурни убедил Коуза и наёмного сотрудника Уикса по имени Фуллер опубликовать эту информацию. Sun Life Financial разослала во все свои филиалы информацию о деятельности Уикса, а бизнес Уикса на Мальте закончился.
Уикс в ответ подал иск о клевете против Sun Life Financial. Процесс состоялся в апреле—мае 1934 года, иск был отклонён. В ходе процесса Уикс обвинил 19 свидетелей защиты в лжесвидетельстве. Уикс подал ещё три иска о клевете против отдельных сотрудников Sun Life Financial и проиграл их все. Кроме этого, он обвинил Фуллера в нападении в связи с дракой в момент вручения Уиксом повестки Фуллеру. Это дело он тоже проиграл. В ходе конфликта он поссорился со своим адвокатом Лесли Бергином (членом парламента от Либеральной национальной партии) и стал считать его участником заговора Sun Life. В результате судебных издержек на все эти процессы Уикс разорился, и в 1934 году был признан банкротом. Из-за этого он потерял возможность быть директором «Ассоциации страховщиков». Уикс пытался оспорить этот запрет и просил выдать ему специальное разрешение на такую работу. Однако регистратор дел о банкротстве отказал Уиксу и отметил, что тот был «опасным и беспринципным человеком».
В конце концов постоянные претензии и скандалы Уикса надоели не только Sun Life Financial, но и британским судьям. Продолжая конфронтацию, Уикс вмешался в конфликт Sun Life и ещё одного бывшего её сотрудника Чепмена и отправил ему письмо с клеветническими заявлениями против Гурни. Однако Чепмен признал свою вину перед Sun Life и передал компании переписку с Уиксом. Гурни при финансовой поддержке компании инициировал уголовный иск против Уикса. В суде 10 января 1936 года обвинитель заявил, что письмо Чепмену было всего лишь кульминацией серии необоснованных нападок на компанию Sun Life, единственной целью которых было получение дохода Уиксом. Ему припомнили нападки на Лесли Бергина, мнение о нём регистратора дел о банкротстве и все остальные скандалы с его участием. У Уикса не было денег на опытного адвоката, и его плохо обоснованная защита провалилась. Процесс продлился всего полдня, присяжные, даже не удаляясь в совещательную комнату, поддержали обвинительный приговор — 12 месяцев тюремного заключения. В феврале Уикс подал апелляцию, но апелляционный суд, мало того, что отверг его претензии, ещё и постановил считать срок его заключения с последнего дня рассмотрения апелляции, увеличив таким образом этот срок ещё на один месяц. Протест адвоката Уикса, поданный Генеральному прокурору, был отвергнут, и Уиксу пришлось отбывать свой срок в тюрьме.

### Тюремное заключение и связь с нацистами
В тюрьме Уормвуд-Скрабс Уикс познакомился с одним из наиболее радикальных британских фашистов, лидером Имперской фашистской лиги Арнольдом Лизом. Подверженность Уикса мании преследования сделала его удобным объектом для влияния Лиза, который смог объяснить Уиксу, что за всеми его проблемами стоят евреи. В результате Уикс стал сторонником теории еврейского заговора и оставался им до конца своей жизни. После освобождения в 1938 году Уикс опубликовал книгу «The Prisoner Speaks», которая, среди прочего, содержала нападки на страховые компании и тюремную администрацию.
Выйдя из тюрьмы, Уикс отправился в германское посольство, где, по его словам, он попросил расследовать несправедливость и зло, устроенные в его отношении коррумпированными британскими властями, чтобы он впоследствии смог уехать в Германию и найти там себе работу. Через два года посольство подтвердило Уиксу, что в отношении него совершалось «ужасное зло». За это время он завёл знакомства в пронемецких кругах Лондона, систематически общался с британскими фашистами и другими ультраправыми, в том числе членами пронацистских организаций Северная лига и The Link. Многие из них проявили интерес к его делу, и Уиксу даже удалось убедить лорда Редесдейла поднять вопрос в Палате лордов в декабре 1938 года, но в итоге запрос был отозван. В салоне Маргарет Бодамли (англ. Margaret Bothamley), который Уикс регулярно посещал, он познакомился и общался с сочувствующими нацистам Обри Лиз и Молли Станфорд, а также с немецким пропагандистом Х. Р. Хоффманом, издателем журнала «Новости из Германии».
В это же время он продолжал плести интриги вокруг Бергина, с обвинениями его в международной торговле оружием. Бергина Уикс ошибочно считал евреем и центральной фигурой заговора против себя. Этим фантазиям Уикса способствовало назначение Бергина министром транспорта в 1937 году. В апреле 1938 года Уикс за счёт немецкого правительства съездил в Германию, где познакомился с сотрудником нацистских спецслужб Карлом Шмидтом и Вильгельмом Брюкнером, главным адъютантом Гитлера. Уикс даже принял участие в совещании, на котором обсуждался план отправить Уикса в Индию в качестве представителя немецкой страховой компании, чтобы тот выяснил отношение местных высокопоставленных лиц к потенциальной войне между Германией и Британией. Эти планы не были реализованы.

### Эмиграция в Германию
Весной 1939 года Уикс с семьёй выехал в Германию, где заявил, что ему нужно политическое убежище от преследования евреями в Великобритании. 27 апреля он зарегистрировался сам, а 10 июня зарегистрировал жену и детей в британском консульстве в Берлине якобы для краткосрочного пребывания, но это была сознательная ложь, возвращаться он не собирался. Он поселился в доме Карла Шмидта по его приглашению и прожил в нём несколько месяцев. Как отмечала британская Секретная служба, немецкое правительство предоставило Уиксу проживание и питание в расчёте на публичные обвинения с его стороны в адрес «британского министерства внутренних дел, британских судей и, по крайней мере, одного британского министра». В письмах Хоффману он жаловался, что его не принимают на работу в немецком страховом бизнесе. Уикс приписывал это «еврейскому влиянию», которого в Германии 1939 года уже быть не могло, и выражал надежду на помощь ведущего антисемитского пропагандиста Германии Юлиуса Штрейхера.
17 июля 1939 года интервью Уикса под заголовком «Английский беженец: евреи терроризируют английский народ» вышло в нацистской партийной газете Der Angriff, созданной Йозефом Геббельсом. Эта публикация вызвала скандал в Великобритании и даже запрос в Палате общин, поданный депутатом-лейбористом Реджинальдом Соренсеном. Ответ от имени правительства гласил, что немецкая пресса придала слишком высокую важность неподтверждённым обвинениям частного лица в адрес всей британской судебной системы. Уикс заявил корреспонденту британского издания Daily Sketch, что продолжит свои разоблачения, для чего ему выделена вооружённая охрана. Один из известных британских фашистов Джон Ангус Макнаб через сотрудников Министерства пропаганды предупредил Геббельса о том, что Уикс может скомпрометировать того, кто будет иметь с ним дело. После войны Уикс утверждал, что пытался перед началом войны покинуть Германию и вернуться в Великобританию, но консульская служба отказалась ему помочь. Однако его переписка с Хоффманом показала, что это было ложью, покидать Германию он не планировал.

### Во время войны
После начала Второй мировой войны 4 сентября Уикс пришёл регистрироваться в качестве иностранца из враждебной страны, но получил ответ, что он освобождён от этой процедуры, будучи гостем Карла Шмидта, и что германское правительство ему вполне доверяет.
Уикс остался в Германии и писал сценарии пропагандистских радиопередач для немецкого правительства. После он оправдывался тем, что не хотел огорчать своего хозяина Карла Шмидта и «подчинился» требованию властей, но специально писал плохие сценарии. Насколько это было правдой, неясно, но его сценарии были действительно неудачные, и немцы прекратили их оплачивать и использовать. Тем не менее, в июле 1940 года он написал «короткую, актуальную и, следовательно, полезную статью» о задержании в Британии на основании «Положения об обороне 18B» участника антиправительственного заговора адмирала Барри Домвила и пронацистского активиста капитана Джорджа Питт-Риверса. Он писал в своём привычном стиле о том, как тайная еврейская плутократия заточила в темницу британских патриотов.
Немцы устали от интриг и скандалов, которые устраивал Уикс. Ценность его как пропагандиста оказалась невысокой, а проблем он создавал много. В конце июля 1940 года он был арестован и после непродолжительного содержания под стражей в Берлине переведён в лагерь для интернированных британцев в Вюльцбурге, в Баварии. Уикс утверждал, что в лагере он хорошо ладил с евреями и другими британцами, однако, по словам историка Ричарда Гриффитса, документы показывают, что на момент прибытия у него была крайне плохая репутация из-за его пропагандистской деятельности. Он старался всемерно помогать немцам и держался отдельно от других заключённых. Впрочем, заключённые также избегали Уикса, поскольку считали его доносчиком.
В сентябре 1941 года заключённых перевели в другой лагерь, восточнее, но к февралю 1942 года у Уикса обострилась болезнь сердца и он уже не мог работать в лагере. В это время его приёмная дочь Маргарет работала на германском Interradio AG (Немецкая зарубежная радиовещательная компания) в филиале Radio Metropol. Она обратилась к своему руководству с просьбой освободить Уикса из лагеря. В октябре 1942 года его отправили в госпиталь в Любене, а месяц спустя освободили, и он вернулся в Берлин. С апреля 1943 года Уикс по ходатайству дочери снова начал работал в антибританской нацистской пропаганде — на Radio Metropol. По рекомендации Уикса из того же лагеря был освобождён и принят на работу на Radio Metropol Джон Александр Уорд (англ. John Alexander Ward), который стал одним из самых успешных пропагандистов в этой организации.
В 1943 году Уикс понял, что Германия проигрывает войну и начал искать способ избежать поимки и суда как предателя. Об этом он 11 октября 1943 года прямым текстом писал будущему мужу своей дочери Маргарет Уильяму Уодричу. Уикс предложил нацистским властям отпустить его в Испанию, чтобы он оттуда «спровоцировал мятеж в британской армии». Получив отказ, Уикс обратился за помощью к Папе Римскому в «Международный Красный Крест». Нацисты быстро отреагировали на эти попытки, и 12 февраля 1944 года он был арестован вместе с женой и сыном, после чего снова интернирован в лагерь «Витель» во Франции. Уикс был освобождён войсками союзников 12 сентября 1944 года.

### Возвращение в Великобританию
Склонность Уикса к сутяжничеству никуда не пропала, и после освобождения он немедленно начал писать жалобы. Он жаловался на обращение со стороны союзных властей во Франции и на отсутствие помощи от британского консульства в Берлине в начале войны. Постепенно власти поняли, чем занимался Уикс в Германии, и к апрелю 1945 года он стал объектом расследования со стороны британской контрразведки MI5, которое провёл капитан Джим Скардон. К марту 1946 года было готово обвинительное заключение. 28 мая 1946 года Уикс был приговорён британским судом в Олд-Бейли к четырём годам каторжных работ за «действия, которые могли помочь врагу». Приговор Уиксу был одним из самых жёстких в отношении пропагандистов, которые не получили обвинения в измене. По оценке MI5, он был «одержим обидами и… в какой-то степени… психически неуравновешен».
После освобождения и до конца жизни Уикс продолжал безуспешные попытки судиться, в том числе пытался преследовать Соренсена за его запрос в парламенте в 1939 году, оспаривал решение о своём банкротстве в 1934 году и так далее. Он старательно лгал о своей деятельности в военное время в целях самооправдания, но, по мнению историка Ричарда Гриффитса, эта ложь опровергается текстами его переписки в период 1939—1943 годов.
Уикс умер в 1979 году.

## Влияние и оценки
В 1960-е годы Уикс активно общался с писателем Дэвидом Ирвингом, на которого оказал большое идеологическое влияние. Ирвинг в дальнейшем стал известным отрицателем Холокоста. Ирвинг называл Уикса «трагической фигурой» и «борцом за справедливость».
Как писал Ричард Гриффитс, пример Уикса «иллюстрирует… тот факт, что большинство антисемитов… подвержены подобным навязчивым идеям и иррациональной ненависти», Уикс потерпел сокрушительное фиаско во всех своих начинаниях, а его жизнь была заполнена воображаемыми заговорами. По мнению Гриффитса, биография Уикса не таит каких-то открытий для историка, но полезна для исследователей человеческого поведения.
По утверждению юриста Дж. Р. Спенсера, до дела Уикса считалось, что клевета не является угрозой общественному порядку и с 1880-х годов уголовные дела по такому обвинению не возбуждались. Поэтому дело Уикса 1936 года стало прецедентным для британского права и получило широкую огласку.

## Публикации
- H.W. Wicks. The Prisoner Speaks (англ.). — Jarrolds[англ.], 1938. — 256 p.